# پل ابرهارد
پل ابرهارد (انگلیسی: Paul Eberhard؛ زادهٔ ۳۰ اکتبر ۱۹۱۷)از برندگان مدال‌های بازی‌های المپیک اهل سوئیس است.